# Guatapurí (Valledupar)
Guatapurí es uno de los centros poblados del municipio colombiano de Valledupar y una de las comunidades que integran el Resguardo Indígena Kankuamo, ubicada al norte, en la parte alta de las montañas de la Sierra Nevada de Santa Marta, en el departamento del Cesar. El territorio también es habitado por grupos de la etnia Kogui.

## Historia
El centro poblado Guatapurí fue creado el 11 de agosto de 1980 según Acuerdo Municipal 004 de Valledupar.
Históricamente el territorio de Guatapurí fue inicialmente habitado por indígenas de la etnia Kogui, luego los indígenas de la etnia Kankuama se volvieron mayoría. Varios de los lugares como las lagunas, montañas, peñones y ríos en la región son considerados sagrados y de pagamentos para los indígenas de ambas etnias.
Entre los años 1999 y 2000, unas 300 familias de la etnia indígena kankuama fueron desplazadas de sus pueblos tradicionales en Atánquez, La Mina, Chemesquemena y Guatapurí por amenazas de los paramilitares. Algunos indígenas buscaron refugio en partes altas de la Sierra Nevada, otros se asentaron en Valledupar, Mariangola, Villa Germania, Bogotá e incluso Venezuela.

## Geografía
El centro poblado Guatapurí limita al noroccidente con el municipio de Santa Marta y al occidente con el municipio de Aracataca, en el departamento del Magdalena; Hacia el norte bordea con el municipio de Dibulla, en el departamento de La Guajira. Al oriente limita con el corregimiento de Atanquez, mientras que hacia el sur limita con los centros poblados de Sabana Crespo y Chemesquemena.
Guatapurí es el centro poblado con el que el departamento del Cesar, confluye en límites con los departamentos de Magdalena y La Guajira. Es además la región más septentrional del municipio de Valledupar y el departamento del Cesar.  
En las inmediaciones se encuentran los picos Cristóbal Colón y Simón Bolívar, además de otros picos de la Sierra Nevada. En la parte norte se distinguen los Cerros Seiminin, Donarua y Tayrona.
El centro poblado también hace parte de la cuenca del río Guatapurí, el cual nace en la laguna Curiba.

## Organización político-administrativa
El centro poblado es parte de un Resguardo Indígenas, ciertas determinaciones son hechas por el cabildo gobernador indígena. 

### Veredas
Las siguientes son las veredas que forman parte del área de influencia del centro poblado Guatapurí:
- San José
- Surivaca
- Avingue
- Sarachui
- Kuriba
- Cangrejal
- El Soco
- Kaminticua
- Santa Marta
- El Mecedor
- Pueblo Hernández
- Chenduncua
- Maruamake